# Daniel Eiler Rugaard
Daniel Eiler Rugaard (9. november 1806 i Græse – 27. maj 1875 i København) var en dansk skolemand og politiker.

## Baggrund
Han var søn af degn og skolelærer Peder Rugaard og Christine Bodille Birgitte f. Schousboe. Efter at være dimitteret fra Jonstrup Seminarium 1827 var han i de 3 følgende år hjælpelærer og huslærer på Sjælland, og da han fik lyst til at blive hedningemissionær, lod Det danske Missionsselskab ham modtage vejledning af Rasmus Rask i arabisk og derpå 1832-33 forberede ved missionsanstalten i Basel, men brystsvaghed tvang ham til at opgive denne plan. 1834 blev han konstitueret lærer i Sandby ved Næstved, 1841 i Krøjerup ved Sorø, og han tog fra 1842 bopæl i København, hvor han i mange år var lærer i skrivning og regning ved det von Westenske Institut og andre skoler, en virksomhed, der affødte nogle lærebøger i regning og en Skrivekunstens Historie (1844). Rugaard, som 28. januar 1834 havde ægtet Margrethe Frederikke Mogensen (3. oktober 1809 – 9. september 1894), datter af guldsmed Conrad Henrik Mogensen, døde i København 27. maj 1875.

## Skolemanden
I den kamp for en reform af Folkeskolen, som dennes lærere rejste omkring 1840, var Rugaard meget virksom. Han tog ivrig del i lærernes foreningsliv, udgav en sangbog til brug i deres møder, skrev artikler i den periodiske presse om skolereformer og redigerede forskellige skoleblade (Tidende for Alm. dansk Skolelærerforening 1843-46, Maanedsskrift og Repertorium for Almueskolelærere 1847-48 og det af ham selv oprettede Nordisk Folkeskole 1849-55). Også på Rigsdagen var han talsmand for skolereformer, men ligesom hans politiske meningsfælle Frederik Frølund ikke med synderligt held. Sammen med A.F. Tscherning indbragte han 1853 et forslag til lov om forandrede bestemmelser for skolelærerhjælpekasserne og fornyede det året efter, men uden resultat. Rugaard ville have udrettet mere, hvis hans levende pædagogiske Interesse havde været ledsaget af større klarhed og mere praktisk sans. Med understøttelse af Alm. dansk Skolelærerforening udgav han 1847 Skolebibliothek eller Fortegnelse over danske pædagogiske og didaktiske Skrifter, der fortener anerkendelse som det første arbejde på dette område.

## Politikeren
D.E. Rugaard tog desuden del i det politiske liv både som rigsdagsmand og som redaktør. Han sad i Folketinget i 20 år, først for Randers Amts 1. kreds 1852-54 (oprindelig valgt imod A.F. Krieger) og derefter for Københavns Amts 5. kreds indtil 1872, da han fortrængtes af grev Ludvig Holstein-Ledreborg (desuden 1865-66 i Rigsrådets Folketing), men kom dog aldrig til at spille nogen rolle. Over for ministeriet Ørsted 1854 var han yderlig oppositionel, men som en bitter modstander både af den nationalliberale retning og af grundtvigianismen sluttede han sig 1857 nærmest til Geert Winther og efter 1865 til J.A. Hansen; endelig brød han 1871 ligesom Niels Hansen med Det forenede Venstre, men tabte derfor næste år sit sæde i tinget. Ved drøftelsen af Skoleloven, 1855 tog han ordet for skolens adskillelse fra kirken samt mod konfessionel religionsundervisning og angreb seminarierne, fordi de ikke gav deres lærlinger nogen sand åndsmodenhed. 1851-56 var han redaktør af Morgenposten og 1855-62 af Tiden; i begge disse blade gjorde han sig bemærket ved sin bitre og hadefulde tone imod politiske modstandere og mod de højere Samfundsklasser. I oktober 1854 dømtes han til 3 måneders fængsel for fornærmelser imod arveprins Ferdinand, men benådedes senere. Endelig skrev han 1871 en samling levnedsskildringer af Fremragende danske Bønder.
Han er begravet på Assistens Kirkegård.